# Francisco Montalvo y Ambulodi
Francisco José Montalvo y Ambulodi Arriola y Casabant Valdespino (né en 1754 à La Havane et mort en 1822 à Madrid) est un militaire espagnol, un administrateur colonial et un homme politique. Du 30 mai au 16 août 1813, il est gouverneur et capitaine général de la Nouvelle-Grenade (Colombie, Panama, Venezuela et Équateur), et du 16 août 1813 au 9 mars 1818, il est vice-roi de la colonie. Durant son gouvernement, la Nouvelle-Grenade est en révolte ouverte contre l'Espagne.

## Biographie

### Jeunesse
Montalvo est un Créole (un Espagnol né en Amérique). Il entre dans l'armée en Espagne dans sa jeunesse, sert en Amérique du Sud et à Saint-Domingue, et est promu rapidement. En 1795, il devient brigadier. Il est chevalier de l'Ordre de Santiago.

### Comme gouverneur et vice-roi de Nouvelle-Grenade
Le 30 mai 1813, Montalvo devient gouverneur (jefe político superior) et capitaine général de Nouvelle-Grenade ainsi que président de l'Audiencia, remplaçant Benito Pérez Brito. Son quartier général est à Santa Marta, depuis que la capitale est aux mains des rebelles. Il arrive dans le navire espagnol El Borja. Depuis que la vice-royauté a été abolie par la Constitution espagnole de 1812, il n'a formellement le titre de vice-roi qu'en 1816, quand Ferdinand VII abolit cette dernière. Il est le plus haut gradé dans l'administration espagnole de la colonie. En 1815, il est promu lieutenant-général. Il propose une alliance à la cité de Carthagène contre Simón Bolívar, mais cela est rejeté. Le 15 février 1816, il reconquiert la ville pour le compte de l'Espagne. Le 24 février suivant, sur ses ordres, 44 patriotes de Carthagène sont exécutés. Le 9 avril 1816, il annonce une amnistie. Tout au long de sa vice-royauté, la reconquête coûte la vie à 7000 personnes. Le 16 avril 1816, il est promu vice-roi.

### Fin de sa vie
En 1818, Juan José de Sámano y Uribarri lui succède comme vice-roi et il retourne en Espagne. Là, il est conseiller d'État jusqu'à sa mort.